# 马拉维湖国家公园
马拉维湖国家公园位于马拉维湖最南端，是马拉维的一座国家公园。该国家公园是马拉维位于的一座专门为保护鱼类等水生动物而建立的一座国家公园。尽管保护的是水生动物，马拉维湖国家公园也有很大部分处在陆地上，包括湖中的一些小岛。陆地上也是其他生物的栖息地，如狒狒。

## 登录基准
该世界遗产被认为满足世界遺產登錄基準中的以下基準而予以登錄：
- （vii）包含出色的自然美景与美学重要性的自然现象或地区。
- （ix）在陆上、淡水、沿海及海洋生态系统及动植物群的演化与发展上，代表持续进行中的生态学及生物学过程的显著例子。
- （x）拥有最重要及显著的多元性生物自然生态栖息地，包含从保育或科学的角度来看，符合普世价值的濒临绝种动物种。